# You遊ステーション
『You遊ステーション』（ユーゆうステーション）は、1990年4月7日から1993年まで西日本放送運営のRNCラジオで放送されていたラジオ番組。放送時間は毎週土曜 12:00 - 16:00（日本標準時）。

## 出演者
- パーソナリティ：脇光男
- その他の出演者：中沢輝子、池田弥生、片岡三佐子

## コーナー
- 児島ボート
- 心理学
- 有線10
- 今が見えるぞ！四国シーサイドステーション

| RNCラジオ 土曜 12:00 - 16:00                             | RNCラジオ 土曜 12:00 - 16:00                | RNCラジオ 土曜 12:00 - 16:00 |
| 前番組                                                   | 番組名                                      | 次番組                       |
| -------------------------------------------------------- | ------------------------------------------- | ---------------------------- |
| 土曜わくわくBOX （1985年4月6日 - 1990年） ※12:00 - 16:40 | You遊ステーション （1990年4月7日 - 1993年） | 勇気を出すラジオ             |

| スタブアイコン | サブスタブ | この項目は、まだ閲覧者の調べものの参照としては役立たない、ラジオ番組に関連した書きかけの項目です。この項目を加筆・訂正などしてくださる協力者を求めています（P:ラジオ/PJ:放送番組）。 |